# Ross Nichols
Philip Peter Ross Nichols, priesterlich Nuinn, (* 28. Juni 1902 in Norfolk, England; † 1975) war ein Cambridgeabsolvent und verlegender Poet, Künstler und Historiker. Er war außerdem Dekan der keltischen Kirche, eingeweiht durch Bischof Tugdual of St. Dolay. Die Kenntnisse daraus flossen auch in sein Lebenswerk ein, das einen spirituell-religiösen Charakter bekam.
Er gründete aus diesen Gründen 1964 den OBOD, einen Zweig des 'Ancient Druid Order', einem Nachfolger des AOD, dessen Mitglied er 1954 wurde und dessen Vorsitz er nach dem Tod des ADO-Vorsitzenden Robert MacGregor 1964 und der Teilung des ADO übernahm. Die Linien des Ordens lassen sich bis ins Jahr 1717 zum Treffen in der 'Apple Tree Tavern' in Covent Garden, London zurückverfolgen.
Nichols war ein Freund von Gerald Brousseau Gardner, und während Gardner an der Einführung des Wicca in die moderne Welt arbeitete, wandte sich Nichols der Praxis des modernen Druidismus zu. Er führte die Zusammenlegung der keltischen Mythologie und Bardenkunst ein, sowie das Feiern aller acht Jahresfeste zusätzlich zu den Schulungen für die Initiationen in die drei Grade ein, in Übereinstimmung mit klassischen Formen der Dreiteilung der Priestergrade.
Philip Carr-Gomm übernahm 1988 den Orden nach Nichols’ Tod.

## Werke
- Sassenach Stray, England 1940
- Prose, Chant Poems, England 1941
- The Cosmic Shape, England 1946
- Seasons at War, England 1947